# Oerstedia rustica
Oerstedia rustica är en djurart som tillhör fylumet slemmaskar, och som först beskrevs av Louis Joubin 1890.  Oerstedia rustica ingår i släktet Oerstedia och familjen Oerstediidae. Inga underarter finns listade i Catalogue of Life.